# Melilitite
La melilitite è una roccia magmatica effusiva ultrabasica e alcalina, caratterizzata dall'avere tra i costituenti essenziali, in percentuale superiore al 10% in volume, la melilite, accompagnata da feldspatoidi (nefelina e/o leucite e/o haüyna) ± olivina ± pirosseni. La struttura è isotropa, la tessitura è afanitica da olocristallina a ipocristallina ± porfirica. Il colore è generalmente scuro.

## Criteri classificativi

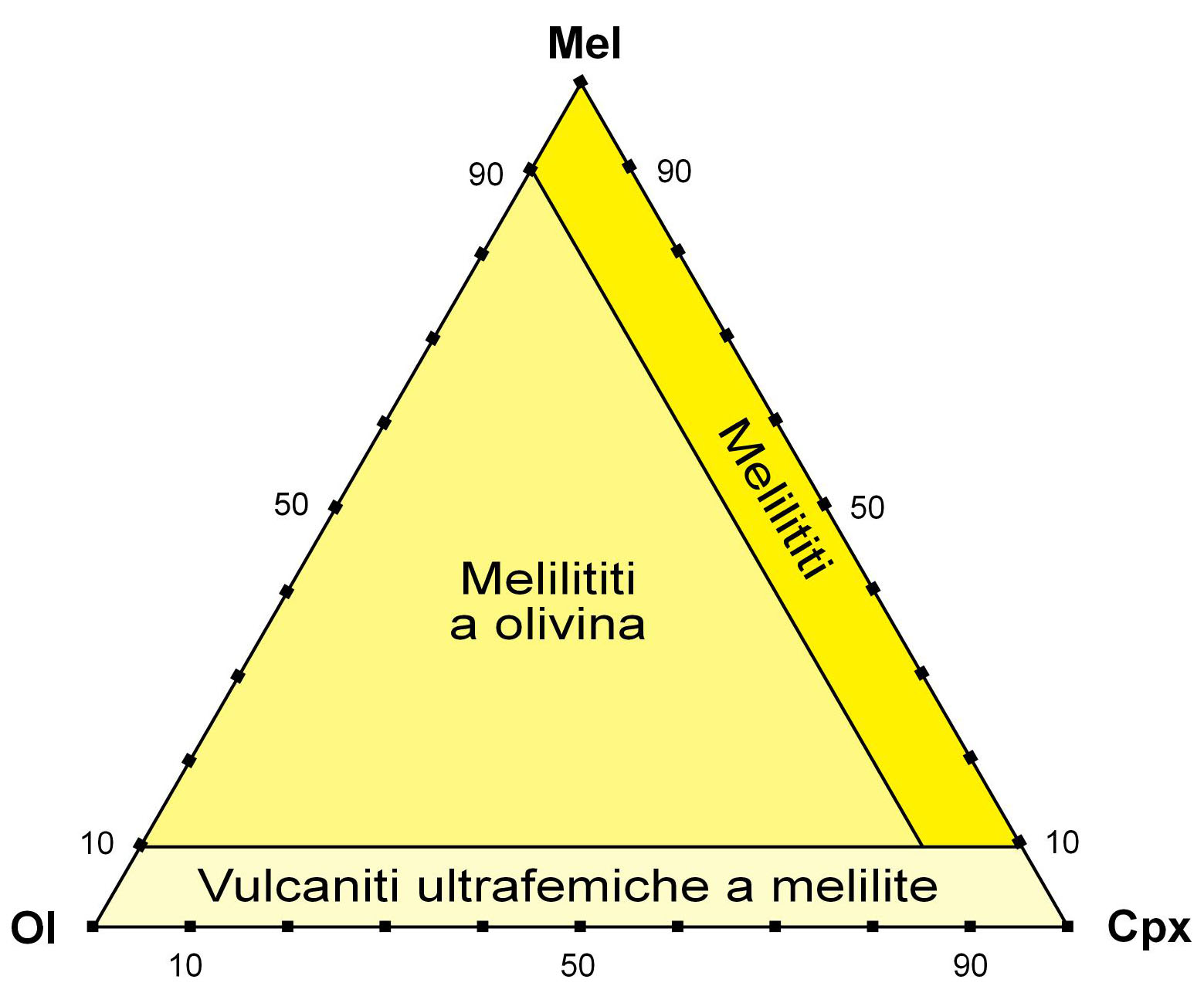
Nomenclatura delle melilititi su base modale

Per dare il nome alla roccia bisogna prima vedere se la roccia è completamente o quasi cristallizzata. In questo caso è possibile ricavarne la moda ed utilizzare il triangolo classificativo qui a lato, tenendo però presente che, se cade nel campo delle foiditi del diagramma QAPF, il nome melilite deve precedere il nome appropriato della foidite (ad es: melilite nefelinite se il foide prevalente è la nefelina).

Se non è possibile calcolare la moda ed è disponibile l'analisi chimica per la classificazione si usa la classificazione TAS, dove le melilititi cadono nel campo delle foiditi. In questo caso, se la roccia non contiene kalsilite nella norma ma contiene larnite si applica questo criterio: (1) se la larnite normativa è superiore al 10% e K2O è minore di Na2O, allora la roccia è una melilitite o un' olivin-melilitite, se invece K2O è maggiore di Na2O e K2O supera il 2%, la roccia è una melilitite potassica o un' olivin-melilitite potassica (che corrisponde ad una katungite); (2) Se la larnite normativa è inferiore al 10%, allora la roccia è una melilite nefelinite o una melilite leucitite a seconda del feldspatoide dominante.

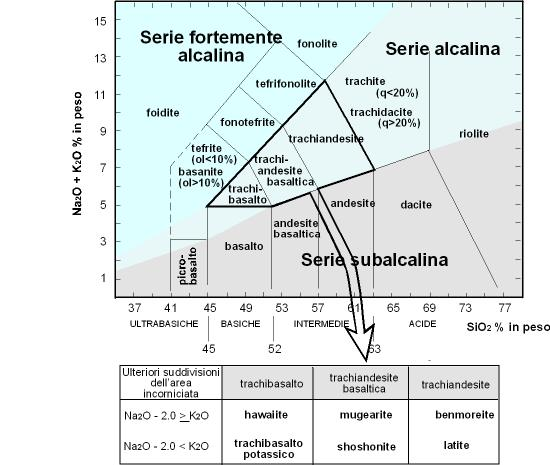
Classificazione chimica delle rocce vulcaniche con il diagramma TAS (alcali totali-silice)

## Distribuzione
In Italia:
- Provincia Magmatica intra-Appenninica (Quaternario): San Venanzo (Terni) 0,29 Ma; Cupaello, 0,64 Ma[3]
- Provincia Vulcanica Romana (Quaternario): Monti Volsini, 0,15-0,6 Ma[3]
- Provincia Vulcanica Campana (Quaternario): Monte Vulture, 0,16-0,8 Ma[3]

Nel mondo:
- Il vulcano Nyiragongo nello Zaire è famoso per le sue lave a melilite associate con altre lave ultraalcaline[4]